# Gerhard Hauck
Gerhard Hauck (* 8. November 1939) ist ein deutscher Soziologe.

## Werdegang
Gerhard Hauck studierte zunächst Wirtschaftswissenschaft, dann Soziologie und Ethnologie an den Universitäten Freiburg und Heidelberg und wurde 1965 mit einer Arbeit über Politische Führungsschichten in den neuen Staaten Schwarz-Afrikas am Institut für Soziologie und Ethnologie der Universität Heidelberg promoviert. Danach forschte und lehrte er an diesem Institut für über ein Jahrzehnt und habilitierte sich dort 1980 mit einer Arbeit zur Rekonstruktion des historischen Materialismus. Bis zu seiner Emeritierung war er außerplanmäßiger Professor an der Universität Heidelberg und nahm zudem zahlreiche Gastprofessuren an deutschen Universitäten, aber auch an der Universität Jos, Nigeria wahr. Besonders eng ist er neben seiner Heimatuniversität Heidelberg mit dem Institut für Ethnologie und Afrikastudien der Universität Mainz verbunden. Seit 1985 arbeitet er bei der Zeitschrift Peripherie. Politik – Ökonomie – Kultur mit, 1989 bis 2010 als Redaktionsmitglied. Er lebt in Landau (Pfalz).

## Werk
Hauck hat wichtige Beiträge vor allem zur Gesellschaftstheorie und Entwicklungssoziologie geleistet, die sich zusammengefasst in Bänden wie Geschichte der soziologischen Theorie oder Evolution, Entwicklung, Unterentwicklung finden. Seine regionalen Interessen umfassen Indien, Afrika südlich der Sahara, aber auch Sizilien. Seit den 1970er Jahren hat Hauck die kritische Debatte über „Entwicklung“, „Unterentwicklung“ und globale Ungleichheit in Deutschland entscheidend mitgeprägt. Diese Arbeiten trugen wesentlich dazu bei, die bis gegen 1990 prägende Gegenüberstellung von Modernisierungs- und Dependenztheorie zu überwinden. Wie Hauck vor allem in den in Evolution, Entwicklung, Unterentwicklung, aber etwa auch in Gesellschaft und Staat in Afrika zeigt, sind für ein Verständnis von Prozessen der „Unterentwicklung“ innergesellschaftliche ebenso wie globale Momente wesentlich, die in der früheren Kontroverse oft unverbunden gegeneinander gestellt wurden. Charakteristisch für Haucks Arbeiten ist dabei einerseits die beständige und vielseitige Reflexion evolutionstheoretischer Gesichtspunkte sowie die Rezeption der an der Marxschen Theorie ansetzenden kritischen internationalen Debatte. In diesem Bezugsrahmen bewegen sich auch Haucks Analysen zur Staatlichkeit in Afrika, die sorgfältig innergesellschaftliche Prozesse und die prägenden Konsequenzen globaler Hierarchien gegeneinander abwägen. Wegweisend waren weiter Haucks Beiträge zur Ideologiekritik, seine Geschichte der soziologischen Theorie sowie neuere Arbeiten, die sich mit dem Eurozentrismus in der Gesellschaftstheorie auseinandersetzen. Sein Buch über einen sozialwissenschaftlichen Kulturbegriff zeigt aktuelle Risiken auf, wenn der Begriff der „Kultur“ an die Diskursposition von „Rasse“ rückt und zur Grundlage für kulturrassistische Argumentationsmuster wird.

## Veröffentlichungen

### Monographien
- Die politischen Führungsschichten in den neuen Staaten Schwarz-Afrikas phil. Diss. Heidelberg 1965. Microfiche, Frankfurt a. M./Washington, 1994.
- mit Amalendu Guha, Sarma Marla und Christian Sigrist: Indien. Bauernkämpfe: Die Geschichte einer verhinderten Entwicklung von 1756 bis heute. Wagenbach, Berlin, 1976 (Hindi-Ausgabe Delhi 1979), ISBN 978-3-8031-1071-8.
- Geschichte der soziologischen Theorie. Eine ideologiekritische Einführung. Reinbek, Rowohlt 1988, ISBN 978-3-499-55401-8.
- Von der klassenlosen zur Klassen-Gesellschaft. Systematisches und Empirisches zur Rekonstruktion des historischen Materialismus. Köln, Pahl-Rugenstein, 1979, ISBN 978-3-7609-5009-9.
- Einführung in die Ideologiekritik. Bürgerliches Bewußtsein in Klassik, Moderne und Postmoderne. Argument, Hamburg, 1992, ISBN 978-3-88619-209-0.
- Evolution, Entwicklung, Unterentwicklung. Gesellschaftstheoretische Abhandlungen. IKO, Frankfurt am Main, 1996, ISBN 3-88939-365-9.
- Gesellschaft und Staat in Afrika. Brandes & Apsel, Frankfurt am Main, 2001, ISBN 978-3-86099-226-5.
- Die Gesellschaftstheorie und ihr Anderes. Wider den Eurozentrismus der Sozialwissenschaften. Westfälisches Dampfboot, Münster 2003, ISBN  978-3-89691-551-1.
- Kultur. Zur Karriere eines sozialwissenschaftlichen Begriffs. Westfälisches Dampfboot, Münster, 2006, ISBN 978-3-89691-685-3.
- Globale Vergesellschaftung und koloniale Differenz. Essays, Westfälisches Dampfboot, 2012, ISBN 978-3-89691-900-7.

### Herausgegebene Bücher
- mit Manuela Boatcă und Karin Fischer: Handbuch Entwicklungsforschung. Springer, Wiesbaden, 2016, ISBN 978-3-658-04790-0.

### Interview
- Gesellschaft und Staat in Afrika. Gespräch mit Gaby Mayr im Deutschlandfunk, 11. Februar 2002.